# ناو اتروریا
ناو اتروریا (به انگلیسی: Italian cruiser Etruria) یک کشتی بود که طول آن ۸۴٫۸ متر (۲۷۸ فوت) بود.